# ジェリー・ジョーンズ
ジェラル・ウェイン・ジョーンズ（Jerral Wayne "Jerry" Jones、1942年10月13日 - ）は、アメリカ合衆国カリフォルニア州ロサンゼルス出身の実業家で億万長者。NFLのダラス・カウボーイズのオーナーである。

## 生い立ち
1942年、カリフォルニア州ロサンゼルスにて父ジョン(愛称パット)と母アルメニータのもとに生まれた。1945年、家族はかつて居住していたアーカンソー州ノース・リトルロックに戻った。両親はノース・リトルロック近郊のローズシティにパッツ・スーパー・マーケットの2つの支店を所有していた。ノース・リトルロック高校のフットボール部でランニングバックを務め、1960年に卒業した。
高校卒業後、両親はミズーリ州スプリングフィールドに転居し、父はモダン・セキュリティ生命保険の社長兼会長となった。「100万分の1企業」と広告を打ち、資産は初年度の1961年の収支報告の$440,299.76から1965年には$6,230,607に増加した。アーカンソー大学を卒業したジョーンズが取締役副社長に就任した。事業の成功により、ジョーンズ夫妻はスプリングフィールドの東となるミズーリ州ロジャースヴィルのオザーク高原に5,500エーカーのブエナビスタ牧場を建設した。1971年、保険会社を売却し、夫妻は牧場の400エーカーを来場者が外来種の動物を観ることができるブエナビスタ・アニマル・パラダイスとして作り替えた。現在州間高速道路44号線南のミズーリ州ストラトフォードのワイルド・アニマル・サファリとなっている。

### カレッジフットボール
アーカンソー州フェイエットビルにあるアーカンソー大学に進学し、フラタニティKappa Sigmaに所属した。
カレッジフットボールの殿堂に殿堂入りしているコーチのフランク・ボイルズのもとでオフェンシブラインマンとしてプレーし、1964年に共同キャプテンとしてチームは全米チャンピオンとなった。後にカウボーイズオーナーとなり、初めて雇ったヘッドコーチであるジミー・ジョンソンはチームメートであった。
他の著名なチームメイトには、全米選抜オフェンシブタックルのグレン・レイ・ハインズ、のちにアーカンソー大学を含む様々なチームでコーチを務めるケン・ハットフィールド、ジム・リンジー、のちのアウトランド・トロフィ受賞者のロイド・フィリップス、カレッジフットボール殿堂入りラインバッカーのロニー・カヴァネスなどがいる。ジョーンズの大学時代にアーカンソー大学フットボール部のボイルズのアシスタントコーチたちの中には、のちにヘッドコーチとなったカレッジフットボール殿堂入り3名、ヘイデン・フライ(南メソジスト大学、北テキサス州立大学、アイオワ大学)、ジョニー・メジャーズ(アイオワ州立大学、ピッツバーグ大学、テネシー大学)、バリー・スウィッツァー(オクラホマ大学、のちのジョーンズのもとでカウボーイズ)などがいる。
ジョーンズはNFLオーナーの中ではとても数少ない、フットボール選手として非常に良く活躍した人物である。

## ビジネス・ベンチャー
HBOでのインタビューによると、1965年の大学卒業後、ジミー・ホッファのチームスターズ組合から100万ドルを借金し、ミズーリ州でシェーキーズのピザ・パーラー・レストランを次々と開店させた。事業が失敗し、ミズーリ州スプリングフィールドの父親の保険会社モダン・セキュリティ保険会社の職を与えられた。1970年、経営学修士を授与された。1967年に再びチームスターズから借金し、アメリカン・フットボール・リーグのサンディエゴ・チャージャーズの買収を試みるなど、様々な事業の失敗を繰り返し、アーカンソー州で石油およびガスの開発事業を行なうジョーンズ・オイル&ランド・リースを立ち上げ成功を収めた。民間企業として天然資源の調査を行なっている。
2008年、ジョーンズはヤンキー・グローバル・エンタープライズと組み、飲食、小売、球場運営などのエンターテイメント施設であるレジェンズ・ホスピタリティを創立した。

## ダラス・カウボーイズ
1989年2月25日、バム・ブライトから1億4000万ドル（2020年の価値では2億9250万ドル）でダラス・カウボーイズを購入した。オーナーとなった彼はすぐに設立当初から長年カウボーイズのヘッドコーチを務めていたトム・ランドリーを解雇して、アーカンソー大学のチームメイトであったジミー・ジョンソンを雇った。数ヶ月後には長年カウボーイズのゼネラルマネージャーを務めたテックス・シュラムを解雇し、ジョーンズが全てをコントロールできるようになった。
オーナー1年目の1989年はNFLドラフト全体1位でトロイ・エイクマンを獲得したが、チームは1勝15敗に終わり、創設時の0勝11敗1分けに次ぐ2番目に低い勝率となった。しかしその3年後の1992年に第27回スーパーボウルで優勝、翌1993年の第28回スーパーボウルでも優勝した。その後ジミー・ジョンソン・ヘッドコーチは辞任し、バリー・スウィッツァーがヘッドコーチに就任、1995年の第30回スーパーボウルでも優勝、1990年代、カウボーイズは黄金時代を築いた。
チーム売却時、財政難のブライトはチームで1ヶ月に100万ドルの損失となっていると語っていた。ジョーンズが獲得し、カウボーイズは推定55億ドルの価値と試算され、ジョーンズは億万長者となった。1989年以降のチームの成功の大部分はジョーンズの功績によるものである。特に3大ネットワークが試合中継の放映権の値下げをリーグに交渉していた時期に、ナショナル・フットボール・カンファレンスの基本的な放送局としてFOXを確保したことである。
1シーズンにつき総額100億ドルを大幅に越える試合中継の放映権の値上げにより、NFLが世界で最も裕福なスポーツリーグであることが決定的となっている。
2020年のシーズンはジョーンズにとってカウボーイズのオーナーとして32年目であり、カウボーイズのオーナー史上最長を記録している。

### 批判

ヴァン・ナイズ空港での自家用機ガルフストリームG-V N1DC

2003年10月8日の「スポーツ・イラストレイテッド」誌によるオンライン調査にて、ジョーンズはバージニア州、デラウェア州、テキサス州の3州で最も好まざるスポーツ界の有名人に選出された。
ファンから人気のあった長年のカウボーイズ関係者であるヘッドコーチのトム・ランドリー、ゼネラルマネージャーのテックス・シュラムなどをあっさり解雇したことを良く思っていないファンからしばしば中傷を受けているが、ジョーンズがオーナーになる前の数年間はすでに成績が思わしくなかったのである。ジョーンズは、例え1シーズンであってもランドリーを残すことを考えておらず、ジョンソンをコーチとして雇うことができなければカウボーイズを購入しなかったと語った。ジョンソンはこの決定を発表する前にランドリーとは話し合っていなかった。これについてフットボール・ファンやメディアから誇りや伝統を重んじるカウボーイズとして優れた業績や誠実な貢献が報われることが期待されていたが、礼儀や敬意に欠けるとして非難された。のちにジョーンズはランドリーの解雇の方法やそれにおける自身の役割について後悔していると語った。前のオーナーであったブライトは何年もランドリーに不満があり、ジョーンズが長年のコーチを解雇すると批判は不可避であるため、ブライトがチーム売却前にランドリーを解雇することを申し出ていたことがのちに明らかになった。1987年頃にはブライトはランドリーの解雇を検討していたが、シュラムから後継者がいないと言われたのみであった。
またジョーンズが「チームの顔」として目立つ存在であり、ブライトや設立当初のオーナーのクリント・マーチソン・ジュニアとは対照的であることでも一部のファンから批判されている。ジョーンズが表に立つことやチームの成績にファンは不快感を示し、特にオーナー自身がゼネラルマネージャーも務めていることを批判している。新たなヘッドコーチのジミー・ジョンソンとも対立したことで批判を受け、ジョーンズはジョンソンがスーパーボウルに優勝できるようなチームに作り上げたことに尽力してくれたことをファンに知っていてほしいと語った一方、ジョンソンは彼が最終決定権を保持し手放さずに全ての人事を行なったと主張し批判された。その結果として1993年度終了後、ジョーンズはジョンソンが2年連続スーパーボウルで優勝したにもかかわらず解雇し、ジョンソンのカウボーイズ・リング・オブ・オナーへの登録も拒否した。またのちにビル・パーセルズのヘッドコーチ就任時には全権掌握を約束していたが、ジョーンズが問題の多いワイドレシーバーのテレル・オーウェンスと契約したことから関係は破綻した。パーセルズの後任のウェイド・フィリップスはジョーンズからいつも批判されると友人に愚痴を言っていた。
ゼネラルマネージャーの肩書と権限を持つオーナーはシンシナティ・ベンガルズのマイク・ブラウンと共にリーグで2人のみである。2018年、「アトランタ・ジャーナル・コンスティテューション」紙の記者のマーク・レーンに、自身がゼネラルマネージャーも務めることは能率的な意思決定やコーチ陣とのコミュニケーションに繋がると語った。カウボーイズのファンはジョーンズをゼネラルマネージャーから下ろすための数多くの草の根運動を行なっている。
2008年、ジョーンズはデイヴィッド・マギー著「Playing to Win」の主題となっている。本の中で、ジョーンズはランドリー解雇のやり方が良くなかったこと、その後任のジョンソンとの関係破綻の責任の一部を認めた。
2016年、スタン・クランキと共にセントルイス・ラムズをロサンゼルスへの復帰に関わった。ジョーンズはクランキ、サンディエゴ・チャージャーズのオーナーのディーン・スパノス、オークランド・レイダースのオーナーのマーク・デイヴィスの間でクランキのSoFiスタジアム案が可決するよう仲介し、オーナー間の投票で30対2で可決した。ジョーンズのこの交渉方法はセントルイスのファンやスポーツ・メディアから批判された。またジョーンズはオークランド・レイダースがラスベガスのアレジアント・スタジアムへの移転の主な賛同者ともなった。

### 罰金
2008年9月14日、サンディエゴ・チャージャーズ対デンバー・ブロンコスの試合において、審判のエド・ホキュリの判定後、ジョーンズがホキュリを公然と批判したことでNFLから25,000ドルの罰金を科された。マスコミおよび自身のラジオ番組にコメントを出し、ホキュリはNFLにおいて最も批判を受ける審判の1人だと語った。ジョーンズがNFLから罰金を科されたのはこれが始めてであった。
2009年、労働問題への箝口令に反して、収益分配は廃止の方向であると語ったため、10万ドルの罰金を科された。NFLコミッショナーのロジャー・グッデルは全てのオーナーとチーム幹部に対し未解決の労働問題に関していかなることも話し合うことを禁ずる箝口令を出していた。ジョーンズは一線を越え罰金が6桁であることを明かし、グッデルは全オーナー32人に箝口令がまだ有効であることの覚書を配布した。この書類にはジョーンズの罰金の金額は記載されなかった。

## 論争
2022年11月、1957年の14歳の頃にアーカンソー州の北リトルロック高校に登校しようとする6人の黒人生徒とそれを阻止しようとする白人生徒の口論を傍観する様子を撮影された写真が公表された。1957年より北リトルロック高校は白人と黒人が同じ学校に通う融合教育化を開始した。
ジョーンズが所属していたフットボール部のヘッドコーチがそのような場面に近寄らないように要請していたが、ジョーンズが語ったところによると興味本位で見に行ってしまった。また「自分を含む誰もが予想できなかった、あるいは何が起きるか知る由もなかった。ただの興味本意だった」と語った。

## ポピュラー・カルチャー
1998年の映画『ベースケットボール/裸の球を持つ男』のダラス・フェロンズのオーナーであるバクスター・ケイン(ロバート・ヴォーン)のモデルとなった。
1998年、テレビ映画『Dallas: War of the Ewings』に本人役でカメオ出演した。
カウボーイズに所属していたディオン・サンダースが現役の頃、複数のテレビ・コマーシャルで共演していた。
1996年、テレビ番組『Coach』に本人役で出演し、2007年、当時カウボーイズのヘッドコーチであったウェイド・フィリップス、クォーターバックであったトニー・ロモと共にダイエットペプシMAXのテレビ・コマーシャルに出演した。
2010年のHBOの連続テレビ・ドラマ『アントラージュ★オレたちのハリウッド』シーズン7、2012年7月4日放送のTNTの『Dallas』のエピソード「"Truth and Consequences"」、2012年のESPNの『マンデーナイトフットボール』のコマーシャル、シットコム『The League』シーズン4初回放送に本人役で出演した。2013年、ジョーンズは元チームメイトでビジネス・パートナーのジム・リンゼイに関するドキュメンタリー映画でナレーションを担当した。
2013年、ペプシのコマーシャルに出演し、ジョーンズがエレベーターに乗り込むと先に乗っていたニューヨーク・ジャイアンツの服を着た3人の男性たちが動揺するというシーンを演じた。
2014年、『サウスパーク』シーズン18初回の「"Go Fund Yourself"」にてNFLの他のチーム・オーナーたちと共にパロディ化された。あるシーンでは大きく膨らんだカメレオンのような目のジョーンズの膝から女性の頭が飛び出す様子が描かれた。ジョーンズはシーズン21の「"Moss Piglets"」にも登場した。

## 受賞歴
NFL
- スーパーボウル3回優勝 - 第27回、第28回、第30回（ダラス・カウボーイズのオーナー、代表取締役、ゼネラルマネージャーとして）
- 2014年、NFLエグゼクティブ・オブ・ザ・イヤー[43]
- 2017年、プロフットボール殿堂入り[44]

NCAA
- 1964年、FWAAカレッジフットボール全米優勝（アーカンソー大学レイザーバックスのメンバーとして）
- 2010年、NFF Gridiron Club of Dallas Distinguished Texan Award[45]

メディア
- 1993年、ESPY賞チーム賞（ダラス・カウボーイズのオーナー、代表取締役、ゼネラルマネージャーとして）

その他
- 1993年、アカデミー・オブ・アチーブメント・ゴールデンプレート賞[46]
- 2013年、Horatio Alger Award[47]
- ダックス・アンリミテッド（アーカンソー支部）ジェリー・ジョーンズ・スポーツマン賞に命名[48]

## 私生活
ジョーンズは結婚しており3人の子がいる。長男スティーブンはカウボーイズのCOO、執行副社長、選手人事部長を務めている。長女シャーロットはカウボーイズの執行副社長、最高ブランド責任者を務めている。次男ジェリー・ジュニアはカウボーイズの最高営業マーケティング責任者、副社長を務めている。
フロリダ州デスティンに邸宅を所有している。
2015年7月、カウボーイズのトレーニング・キャンプ前の記者会見において、ジョーンズは人工股関節置換手術を受けたことを明かし、選手に適用される故障者リストであるPUPリストに掲載されてシーズン開始を迎えることはないと冗談を言った。
2019年12月現在、『フォーブス』誌によるとジョーンズの純資産は85億ドルであり、同誌はカウボーイズの価値を50億ドルと見積もっており、純資産の大部分はカウボーイズの所有権とされる。
2022年3月、25歳の女性からジョーンズが実の父親であると法的に訴えられた。この女性の母親はアーカンソー州リトルロックでジョーンズと知り合った元航空職員である。ジョーンズは女性の南メソジスト大学の全学費、16歳の誕生日に入手した7万ドルのレンジローバーの代金を含む300万ドル近くを女性とその母親に支払った。過去に女性はリアリティ番組『ビッグ・リッチ・テキサス』に出演して番組内で16歳の誕生会を行なっており、その費用33,000ドルを含む金銭および費用の要求は、当事者間の信託契約でジョーンズが同意した額を数年で100万ドル近く上回った
。